# Tipes
Tipes is een bestuurslaag in het regentschap Surakarta van de provincie Midden-Java, Indonesië. Tipes telt 9713 inwoners (volkstelling 2010).